# Peronel·la d'Aquitània
Peronel·la d'Aquitaine, nascuda cap a 1125, morta després de 1151, filla de Guillem X d'Aquitània, duc d'Aquitània i d'Elionor de Châtellerault. Era germana d'Elionor d'Aquitània. També fou anomenada Petronila o Aelis.
Va seguir la seva germana Elionor a la cort de França, i es va enamorar allí de Raül de Vermandois, un home madur ja casat amb Elionor de Blois. Per donar-li gust, Elionor d'Aquitània i el seu espòs, Lluís VII de França van obtenenir la dissolució del matrimoni de Raül, el que va provocar un conflicte amb el comte de Xampanya Teobald IV de Blois, germà de l'esposa repudiada.
Es va casar doncs amb Raül I de Vermandois. († 1152), comte de Vermandois i de Valois i va tenir:
- Isabel o Elisabeth (1143-1183), comtessa de Vermandois i de Valois, casada amb Felip d'Alsàcia, comte de Flandes
- Raül II (1145-1167), comte de Vermandois i de Valois.
- Elionor de Vermandois (1148/1149 - 1213)